# Garin d'Apchier

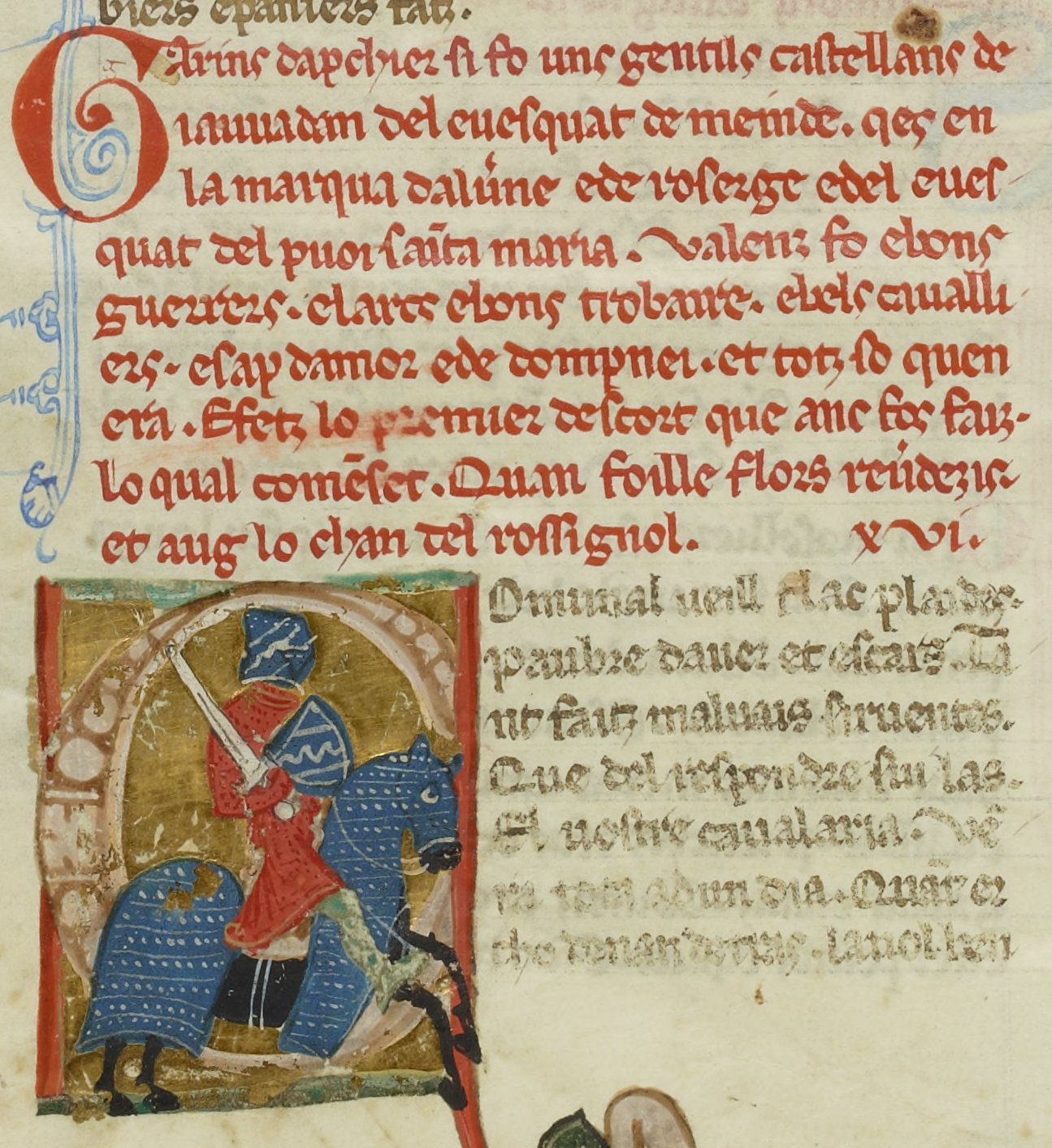
BnF ms. 854 fol. 191v; cançoner I

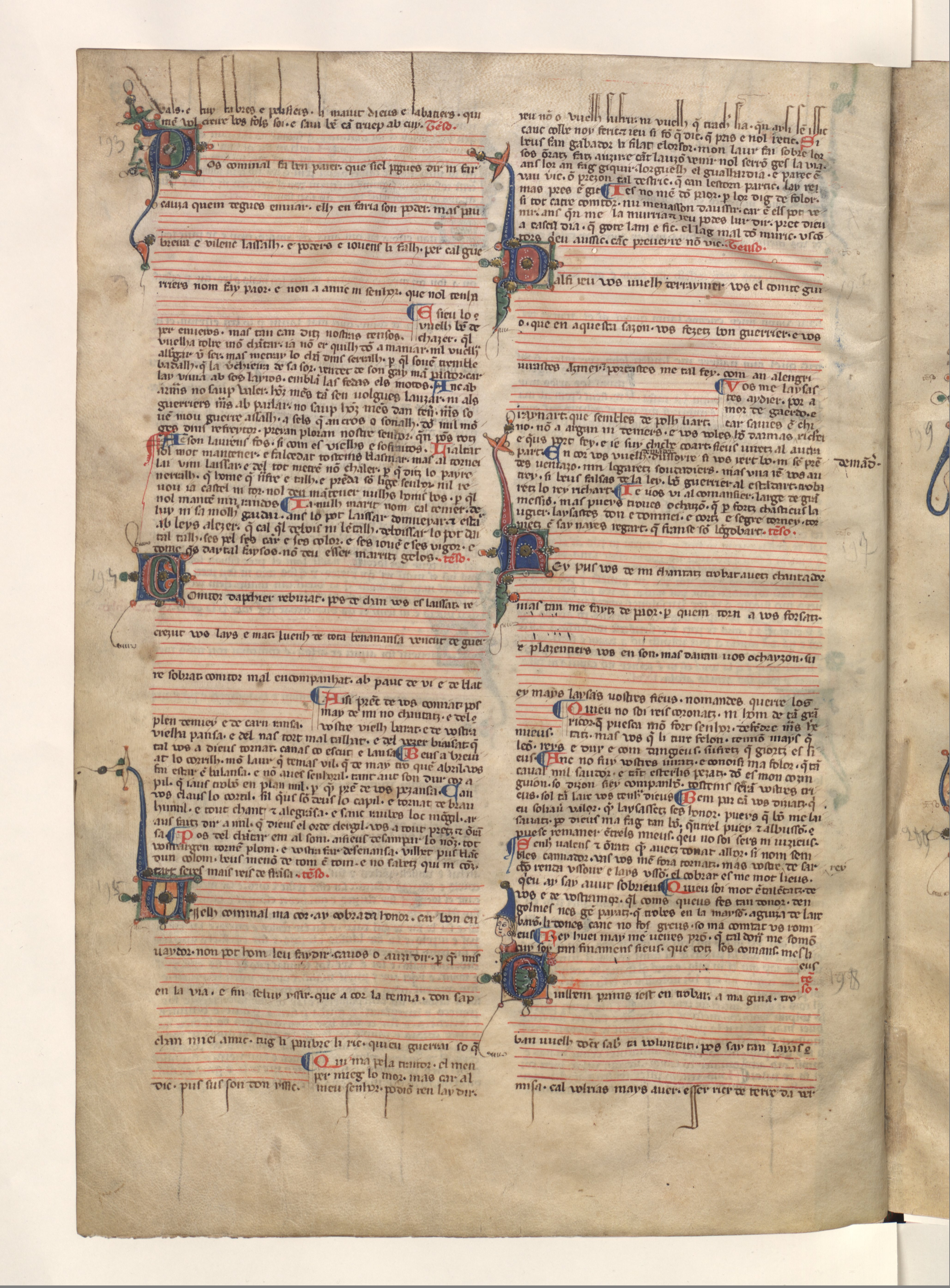
BnF BnF ms. 22543 fol. 23v; cançoner R; intercanvi de sirventesos amb Torcafol; manuscrit preparat per a escriure-hi la notació musical, que finalment no hi fou copiada

Garin d'Apchier (fl. finals del segle xii) fou un trobador occità.

## Vida
Es conserva una vida de Garin d'Apchier que diu que fou un castellà del Gavaldà, i que fou un bon cavaller i trobador. Segons la vida hauria estat el primer autor a crear un descort, del qual es recullen els primers versos (Quan foill'e flors reverdezis / et aug lo chan del rossignol; "Quan la fulla i la flor tornen a verdejar i sento el cant del rossinyol"). Malauradament aquesta poesia no ens ha estat conservada
Garin seria originari d'Apcher, al Gavaldà, a la diòcesi de Menda, com diu la vida; actualment es troba al municipi de Prunières, departament de la Lozère.

## Obra
A part del descort atribuït en la vida i que s'ha perdut, se'n conserven diversos sirventesos d'un cicle que intercanvià amb Torcafol.
- (162,1)[1] Aissi con hom tra l'estam
- (162,3) L'autrier trobei lonc un fogier
- (162,8) Veill Cominal, ma tor (però aquest podria ser de Torcafol)

### Repertoris
- Alfred Pillet / Henry Carstens, Bibliographie der Troubadours von Dr. Alfred Pillet […] ergänzt, weitergeführt und herausgegeben von Dr. Henry Carstens. Halle : Niemeyer, 1933 [Garin d'Apchier és el número PC 162]
- Guido Favati (editor), Le biografie trovadoriche, testi provenzali dei secc. XIII e XIV, Bologna, Palmaverde, 1961, pàg. 218
- Martí de Riquer, Vidas y retratos de trovadores. Textos y miniaturas del siglo XIII, Barcelona, Círculo de Lectores, 1995 p. 185-186 [Reproducció de la vida, amb traducció a l'espanyol, i miniatura del cançoner I]